# Индийская диаспора
Индийская диаспора — население индийского происхождения за пределами Индии.
По отчёту Программы развития ООН, индийская диаспора вторая крупнейшая диаспора в мире после китайской и насчитывает более 25 млн человек.
С 2003 года — 9 января в Индии празднуется Праваси Бхаратия Дивас (День индийской диаспоры), чтобы отметить вклад диаспоры в развитие Индии; день приурочен возвращению Махатмы Ганди в Индию из ЮАР в 1915 году.

## История
Наиболее значительной исторической миграцией из Индии являются цыгане. Лингвистические и генетические исследования доказывают их изначальное происхождение из Индийского субконтинента. Считается, что родиной цыган является центральная Индия, возможно — территория современного штата Раджастхан. Постепенно продвигаясь в западном и северо-западном направлениях, цыгане достигли Европы и активно расселились на её территории.
Другим крупным историческим направлением миграции индийцев была Юго-Восточная Азия.
Индийская диаспора торговцев в Персии и Средней Азии появилась в середине XVI века и оставалась активной на протяжении более чем 4 веков. В 1610-е годы индийские торговцы впервые осели на территории Русского царства, в устье Волги.
В течение XIX столетия и до конца Британской Индии индийцы активно вывозились в качестве рабочей силы в другие колонии Великобритании, особенно в значительном количестве: в Гайану, Восточную Африку, на Карибские острова, Маврикий и Фиджи. Имела место также и свободная эмиграция квалифицированных рабочих и специалистов, хотя и в небольших количествах.
После нефтяного бума в странах Персидского залива в 1970-х поток иммигрантов из Индии потянулся сюда. В последние десятилетия многих индийцев привлекают также развитые страны Запада.

## Восточная Африка

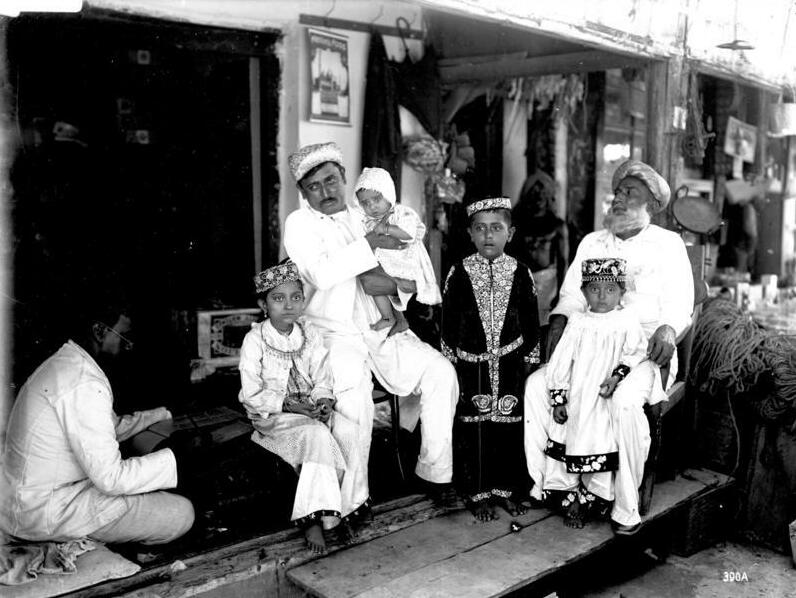
Семья индийского торговца в Германской Восточной Африке, около 1906/18гг.

Ещё до крупной волны миграции во времена британского владычества, значительное число индийцев регулярно путешествовало в районе восточного побережья Африки, главным образом Занзибара. Часть этих людей поселились в данном районе, а позже смешались с другими выходцами из Южной Азии, прибывшими в более значительном количестве.
Основная миграция индийцев на территорию современных Кении, Танзании и Уганды началась лишь около века назад. Большая часть из них гуджаратского и пенджабского происхождения. На 1960 год их численность достигала полумиллиона. Индийцы играли важную роль в бизнесе этих стран и развитии в целом. Однако, с обретением этими странами независимости весьма значительная часть индийского населения предпочла уехать в Великобританию, Индию, США, Канаду и другие страны.
В Уганде имело место изгнание азиатского населения из страны, учинённое в 1972 году диктатором Иди Амином. Он дал азиатскому населению Уганды (на тот период — около 75 тыс. человек) 90 дней, чтобы покинуть страну. Около 27 тысяч угандийских индийцев переехали тогда в Великобританию, 6100 человек — в Канаду, остальное — в США и другие страны. После свержения диктатора некоторые этнические индийцы вернулись в Уганду, однако потеряли за годы отсутствия положение в бизнесе.
На сегодняшний день в Танзании проживает 90 тысяч индийцев, в Мозамбике — 41 тысяч, в Кении — 39 тысяч, в Замбии — 13 тысяч, в Уганде — 12 тысяч.
Среди индийцев в Восточной Африке немало исмаилитов, известных как ходжа.

## Острова Индийского океана и Южная Африка

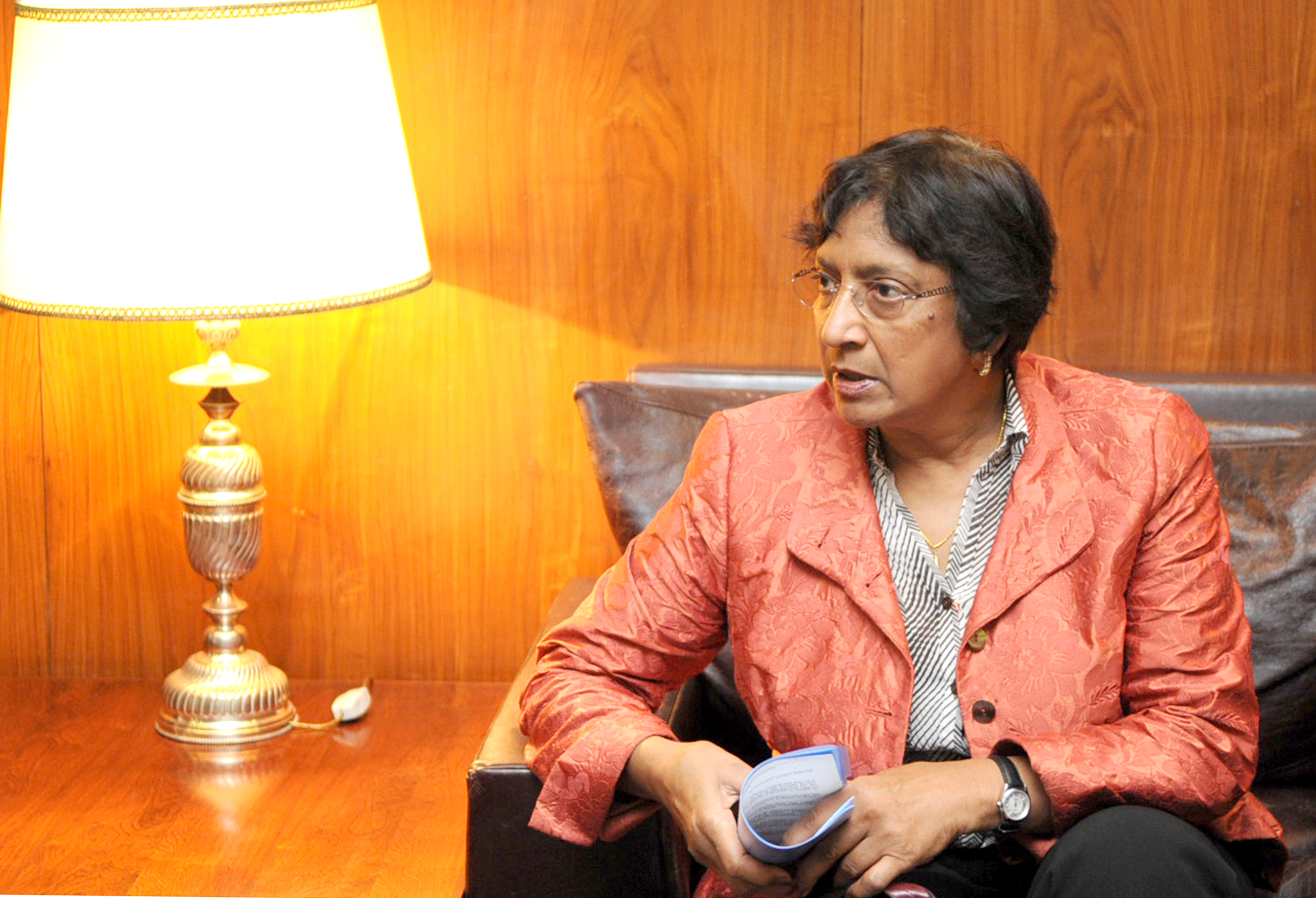
Navanethem Pillay, комиссар ООН по правам человека, гражданка ЮАР тамильского происхождения

На Маврикии индийское население составляет этническое большинство — 855 тыс., 68 % населения острова по данным на 2007 года. Большинство маврикийских индийцев — бихарцы, хотя имеются и выходцы из других частей субконтинента. 77 % индийцев Маврикия — индуисты, 22 % — христиане. Индийское население также составляет четверть населения Реюньона — 250 тыс. чел. Большая часть реюньонских индийцев — прибывшие из Южной Индии тамилы и телугу. Вторая по численности группа — население из Северной Индии, говорящее на хинди, бходжпури и гуджарати. На Мадагаскаре по разным источникам проживает от 15 до 30 тыс. индийцев, главным образом гуджаратского происхождения.
Значительна индийская диаспора в Южной Африке, сформировавшаяся также во времена британской колонии: XIX — начало XX века и насчитывающая более 1 миллиона человек. Большая часть азиатского населения страны сосредоточена в Дурбане, здесь же находится и крупнейшая индийская диаспора Африки. Махатма Ганди, будущий руководитель движения за независимость Индии, работал в Южной Африке с 1893 по 1914 гг.
Как и всё небелое население ЮАР, индийцы подверглись политике апартеида. Большая часть их насильственно была помещена в индийские населённые пункты, перемещение по стране было невозможно либо весьма ограничено. Лишь в 1961 г. индийцы были официально признаны частью населения Южной Африки.

## Юго-Восточная Азия

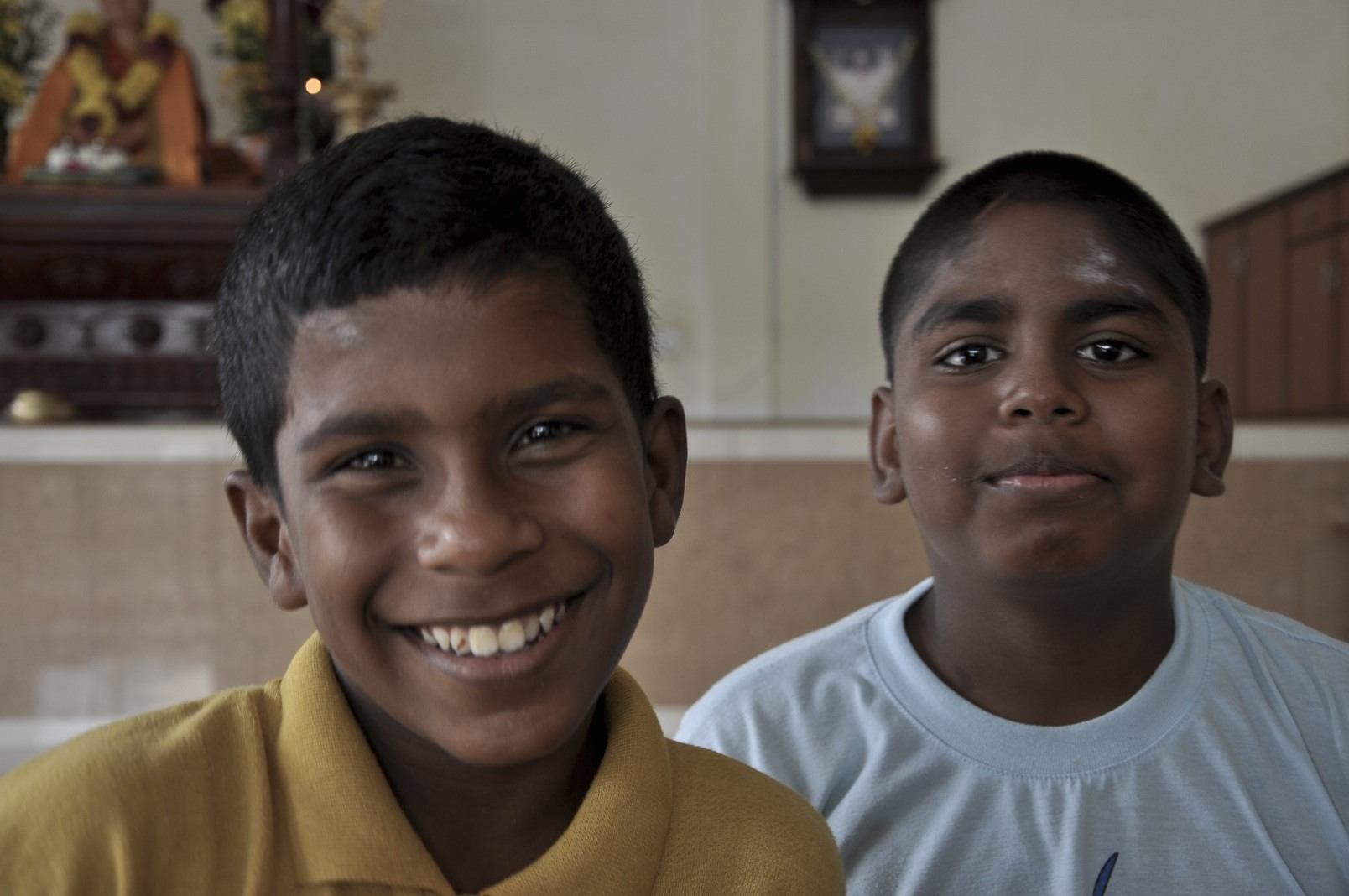
Малайские дети тамильского происхождения

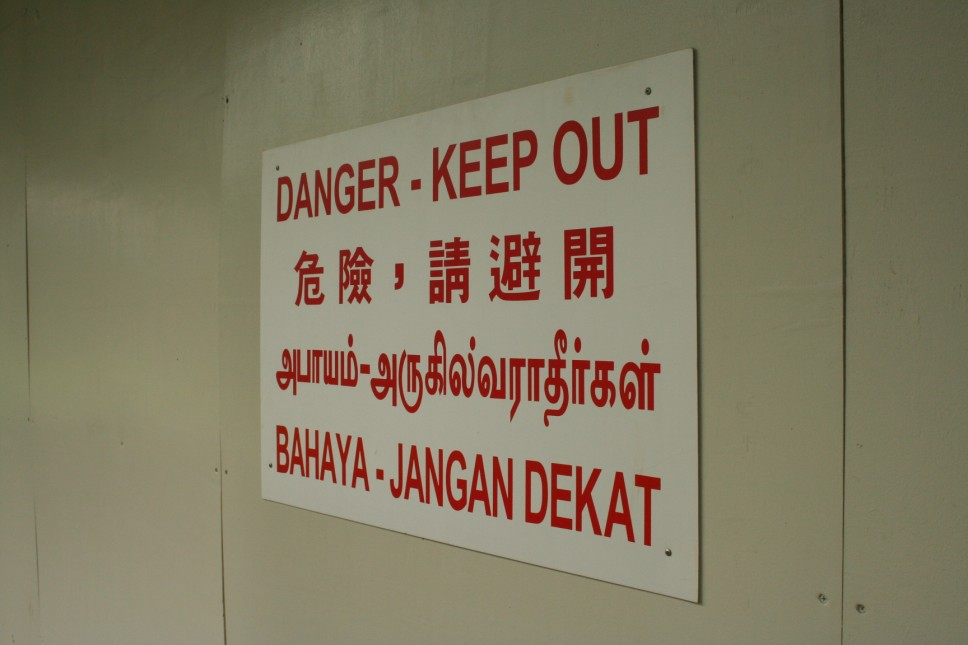
Надпись на всех 4 официальных языках Сингапура, включая тамильский

Присутствие индийцев в Юго-Восточной Азии известно с доисторических времён и связано с созданием на её территории индианизированных королевств. Индийские торговцы и миссионеры принесли сюда буддизм и индуизм, а также свою культуру, оказавшую серьёзное влияние на культуру местных народов. Тем не менее, большая часть диаспоры в странах юго-восточной Азии, как и в других частях света, сформировалась во времена британского господства. В Малайзии проживает около 1,8 миллионов лиц индийского происхождения, что составляет около 7 % населения страны. Большая часть их — тамилы и другие народы Южной Индии. Около 38 тыс. индийцев проживает на Филиппинах. Здесь, в отличие от соседних мусульманских Малайзии и Индонезии, гораздо шире распространены межэтнические браки с участием индийского
населения.

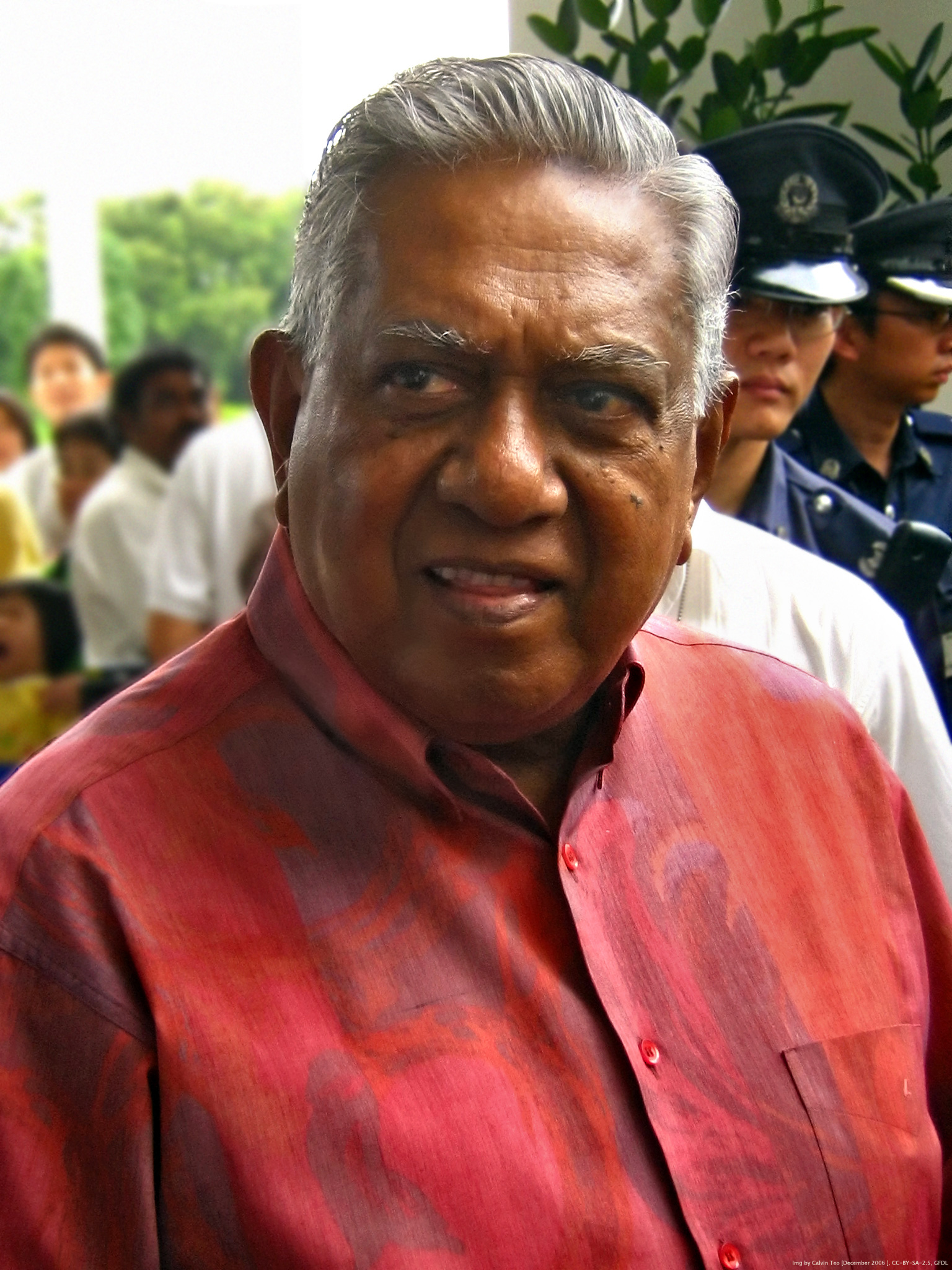
Селлапан Раманатан, президент Сингапура

Индийцы Сингапура, так же, как и индийцы Малайзии, большей частью тамильского происхождения и образуют 9 % населения страны. Тем не менее, тамильский язык в Сингапуре имеет официальный статус, наравне с китайским, малайским и английским. Сингапур — одна из трёх стран в мире, где тамильский имеет официальный статус, другие — Индия и Шри Ланка. В то же время лишь 3,1 % населения страны говорят дома на тамильском. Среди индийского населения страны это число достигает 38,8 %, что всё же меньше доли тамилов. Это объясняется тем, что в наши дни для многих сингапурцев первым языком становится английский.

## Вест-Индия и Латинская Америка

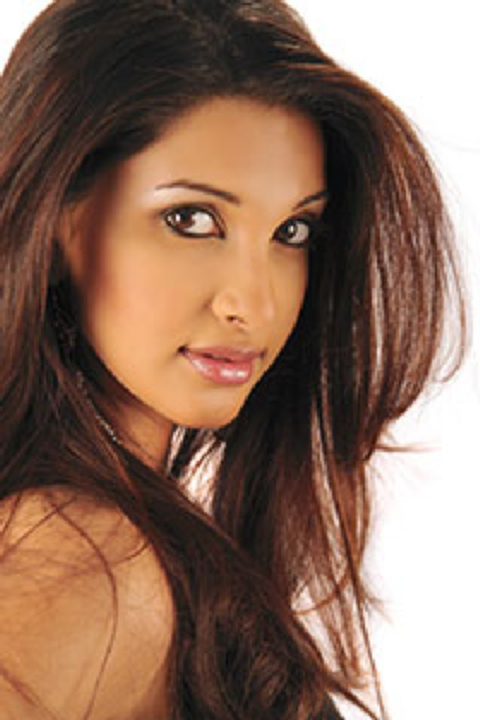
Фарейза Йомманбакс, суринамская модель и актриса

С 1838 по 1917 годы около полумиллиона индийцев были вывезены из Британской Индии на Карибские острова в качестве рабочей силы. Общая численность на сегодняшний день достигает 2 миллионов, главным образом — выходцы из северной части Индии. Спрос на рабочую силу возник после отмены рабства в 1830 году и невозможности вовлечь работников из Европы. Проблема была решена вовлечением дешевой рабочей силы из Азии (Индии и Китая). Работе по контракту в Новом Свете способствовало и правительство Индии. Тем не менее, большинство индийцев, подписавших подобный контракт, сделали это в надежде вернуться в Индию с плодами своего труда, а не с намерением мигрировать. Возвращение было затруднено многими причинами.
С 1845 по 1917 годы на Ямайку было вывезено более 36 тысяч работников по контракту, две трети из них остались на острове. Сегодня большинство ямайских индийцев считают родным языком английский, многие также приняли христианство или вовсе потеряли связь с родной культурой.
Индийцы — крупнейшая этническая группа в Гайане (43,45 % от общего населения), Суринаме и Тринидаде и Тобаго (40,3 %). Впоследствии многие карибские индийцы мигрировали в США, Канаду, Нидерланды и страны Латинской Америки.

## США и Канада

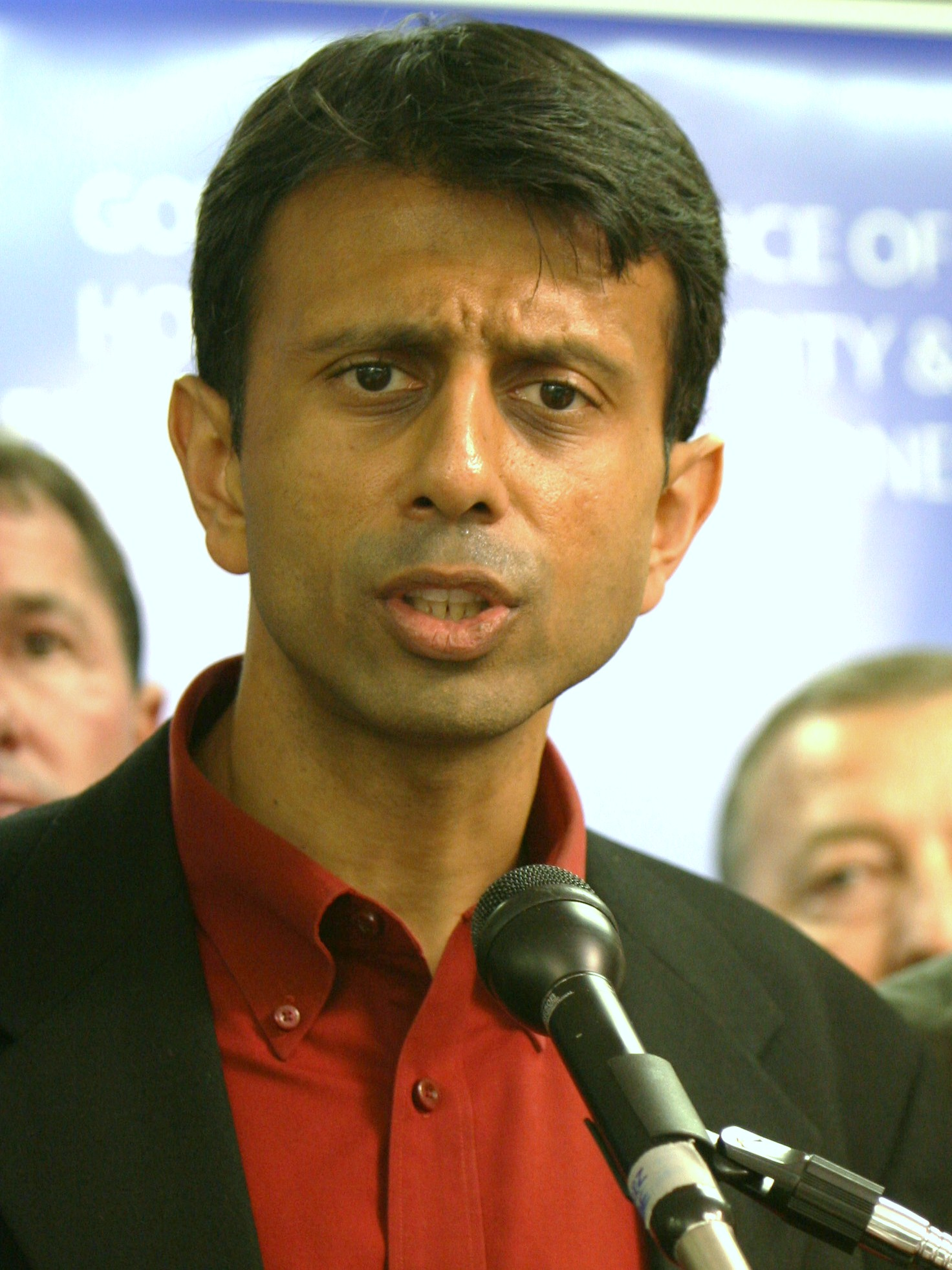
Бобби Джиндал, губернатор штата Луизиана

В США индийцы составляют третью по численности группу среди азиатского населения страны, после китайцев и филиппинцев. Индийцы — самая быстрорастущая диаспора страны с уровнем прироста — 53 %.
Начиная с конца 1990-х гг. примерно 25 — 30 тыс. индийцев ежегодно переезжают в Канаду, что сделало индоканадцев второй по численности культурной группой, мигрировавших в страну, после китайцев.

## Европа
Крупнейшая индийская диаспора Европы проживает в Великобритании. Численность индийского населения в континентальной Европе сравнительно мала. Так, во Франции по данным на 2000 год проживало всего 65 тысяч индийцев, большая часть из которых прибыла из заморских департаментов и бывших колоний страны со значительным индийским населением.
На тот же 2000 год в Германии проживало около 40 тысяч граждан страны индийского происхождения и почти такое же число индийских граждан. Многие германские индийцы прибыли в страну в 1950—60-е гг. для получения образования, однако не вернулись на родину. Сегодняшних мигрантов в страны Европы и Северной Америки привлекает главным образом востребованность ИТ-специалистов на рынке ПО. Индийское население этих стран также характеризуется высоким уровнем образования по сравнению с другими этническими группами.

## Ближний Восток
Индия традиционно имела тесные торговые связи со странами Ближнего Востока. С XV века индийские торговцы занимают важную позицию в Маскате, главным образом это были выходцы из Кача и Синда, многие из которых обосновались в Омане. Оманские индийцы образуют диаспору в 450 тысяч человек, что составляет 14 % от всего населения страны.
Экономические возможности стран залива после нефтяного бума также привлекли большое количество индийцев. Так, в ОАЭ выходцы из Индии насчитывают 1,5—2 миллиона человек, или 30—40 % от всего населения страны (при этом коренные арабы ОАЭ составляют лишь 20 %). В то же время на 1999 г. численность индийцев достигала лишь 750 тыс. чел., а на 1975 г. — 170 тыс. Примерно половина населения ОАЭ говорит либо понимает язык хинди/урду, это также объясняется присутствием здесь значительной пакистанской общины. Практически всё индийское население сосредоточено в трёх городах: Абу-Даби, Дубай и Шарджа. Имеет место также нелегальная иммиграция индийцев в ОАЭ.

## Австралия и Океания

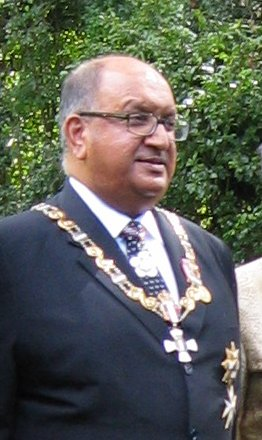
Сатьянанд Ананд, генерал-губернатор Новой Зеландии индо-фиджийского происхождения

Первые индийские поселенцы прибыли в Новую Зеландию в конце XIX века. Главным образом они происходили из регионов Пенджаб и Гуджарат и были в основном уличными торговцами, разносчиками и прислугой. В 1920 г. правительство страны серьёзно ограничило иммиграцию. На тот период в стране проживали около 2 тысяч лиц индийского происхождения. В последующие годы также имела место дискриминация индийцев и распространение предрассудков против азиатского населения страны.
Вплоть до 1980-х гг. более 90 % новозеландских индийцев прослеживали свои корни из Гуджарата, большая их часть была индуистами. Вторая по численности группа (около 6 %) была пенджабского происхождения и исповедовала главным образом сикхизм. В последующие годы заметную долю стали также составлять фиджи-индийцы. По данным на 1981 год, около 46 % индийцев этого региона родились в Новой Зеландии, 31 % — в Индии, 13 % — на Фиджи и 10 % — в других странах.
К 2001 году доля индийцев, родившихся в Новой Зеландии, резко сократилась до 28,6 %, в то же время доля родившихся на Фиджи увеличилась до 31,3 %.
По итогам переписи 2006 г., более 97 тыс. новозеландцев идентифицировали себя как «индиец», кроме того, около 5,6 тыс. чел. как «фиджи-индиец». По итогам той же переписи, 43 344 человек родились в Индии.
В Австралии индийцы стали селиться с 1860-х годов, главным образом пенджабского происхождения. На сегодня это самая быстрорастущая диаспора страны, она составляет более 400 тысяч человек.
Фиджийские индийцы были доставлены на острова в колониальный период для работы на плантациях сахарного тростника. В настоящее время их численность достигает 314 тыс., что составляет 37,6 % от всего населения страны. Несмотря на серьёзные изменения в языке (фиджийский хинди), в целом они сохранили свою самобытную культуру. В 1980-е гг., во время череды государственных переворотов, многие индийцы предпочли покинуть страну.